# Clemensia acroperalis
Clemensia acroperalis är en fjärilsart som beskrevs av Jones 1908. Clemensia acroperalis ingår i släktet Clemensia och familjen björnspinnare. Inga underarter finns listade i Catalogue of Life.